# Annopol (gmina)
Pour les articles homonymes, voir Annopol (homonymie).
Annopol est une gmina mixte (gmina miejsko-wiejska) de la powiat de Kraśnik, dans la Voïvodie de Lublin, dans l'est de la Pologne.
Son siège administratif (chef-lieu) est la ville d'Annopol, qui se situe environ 25 kilomètres à l'ouest de Kraśnik (siège du powiat) et 64 kilomètres au sud-ouest de la capitale régionale Lublin (capitale de la voïvodie).
La gmina couvre une superficie de 151,07 kilomètres carrés pour une population de 9 359 habitants.

## Histoire
De 1975 à 1998, la gmina est attachée administrativement à la voïvodie de Tarnobrzeg.

Depuis 1999, elle fait partie de la voïvodie de Lublin.

## Géographie
Outre la ville d'Annopol, la gmina inclut les villages et localités de :

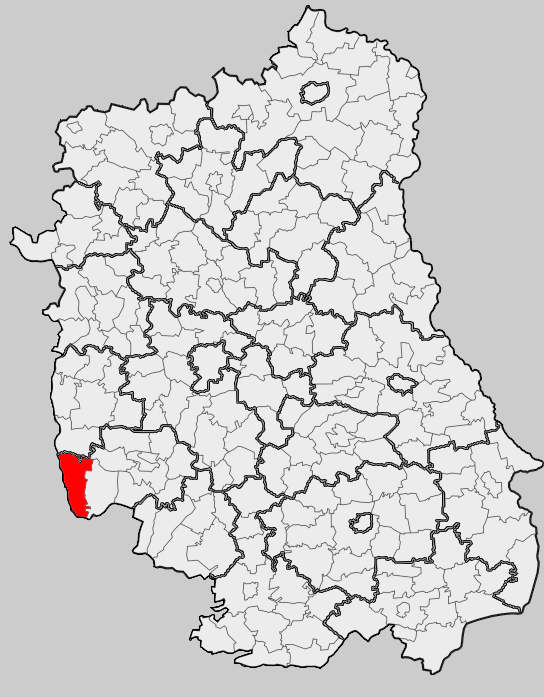
Position de la gmina dans la voïvodie

- Anielin
- Annopol-Rachów
- Baraki
- Bliskowice
- Bliskowice-Niedbałki
- Borów
- Dąbrowa
- Grabówka
- Grabówka Ukazowa
- Grabówka Ukazowa-Hamówka
- Grabówka-Kolonia
- Huta
- Jakubowice
- Janiszów
- Kopiec
- Kosin
- Natalin
- Nowy Rachów
- Opoczka Mała
- Opoka Duża
- Opoka-Kolonia
- Opoka-Kolonia Józefin
- Opoka-Kolonia Michalin
- Popów
- Stary Rachów
- Sucha Wólka
- Świeciechów Duży
- Świeciechów Poduchowny
- Świeciechów Poduchowny-Lasek
- Świeciechów Poduchowny-Zychówki
- Wymysłów
- Zabełcze
- Zastocze
- Zofipole

### Gminy voisines
La gmina d'Annopol est voisine des gminy suivantes :
- Dzierzkowice
- Gościeradów
- Józefów nad Wisłą
- Ożarów
- Radomyśl nad Sanem
- Tarłów
- Zawichost

## Structure du terrain
D'après les données de 2002, la superficie de la commune d'Annopol est de 151,07 kilomètres carrés, répartis comme telle :
- terres agricoles : 71 %
- forêts : 19 %

La commune représente 15,03 % de la superficie du powiat.

## Démographie
Données du 3 juillet 2012:
| Description        | Total  | Total | Femmes | Femmes | Hommes | Hommes |
| ------------------ | ------ | ----- | ------ | ------ | ------ | ------ |
| Unité              | Nombre | %     | Nombre | %      | Nombre | %      |
| Population         | 9 805  | 100   | 4 978  | 51     | 4 827  | 49     |
| Densité (hab./km²) | 65     | 65    | 33     | 33     | 32     | 32     |